# Sophie Fiennes

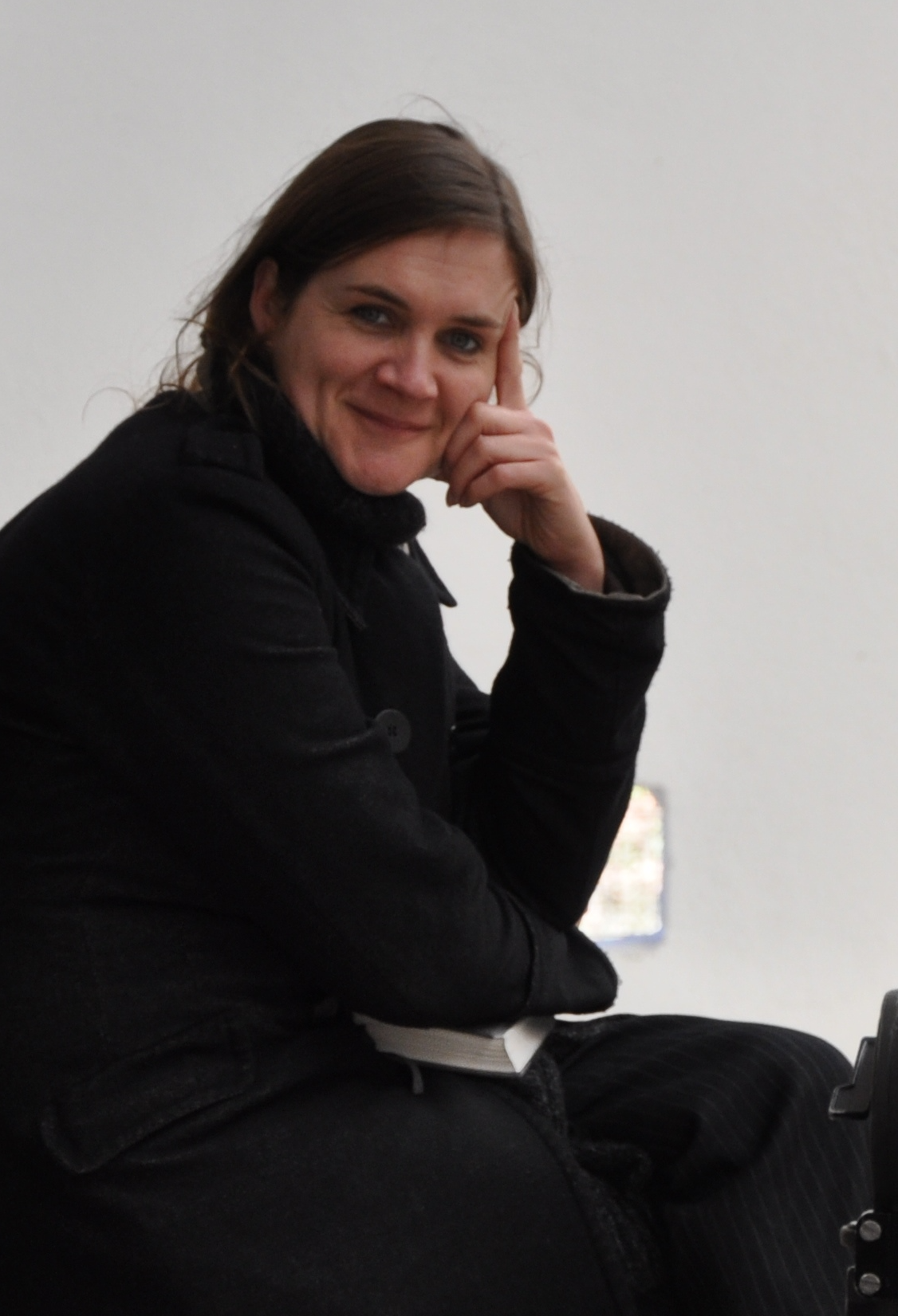
Sophie Fiennes, 2023

Sophie Fiennes, geboren als Sophia Victoria Twisleton Wykeham-Fiennes (* 12. Februar 1967 in Ipswich, Suffolk, England, Großbritannien) ist eine britische Dokumentarfilmerin und Filmproduzentin.

## Leben
Fiennes ist die Tochter des Fotografen Mark Fiennes und der Autorin und Malerin Jennifer Lash (auch Jini Fiennes). Sie ist die Schwester der Filmstars Ralph Fiennes und Joseph Fiennes sowie von Martha Fiennes, Magnus Fiennes und Jacob Fiennes. In ihrer Familie wuchs sie mit ihrem Pflegebruder Michael Emery, einem Archäologen, auf.
Sie besuchte einen Grundkurs in Malerei am Chelsea College of Art and Design in London, nachdem sie die Schule mit 16 Jahren verlassen hatte. In den Jahren von 1987 bis 1992 arbeitete sie als Volontärin im Team des Regisseurs Peter Greenaway bei der Produktion der Filme Verschwörung der Frauen, Der Koch, der Dieb, seine Frau und ihr Liebhaber und Prosperos Bücher. Anschließend war sie drei Jahre lang Managerin der britischen Tanzgruppe The Michael Clark Company.
Seit 1998 dreht Fiennes ihre eigenen Dokumentarfilme. Sie übernimmt gelegentlich unter dem Pseudonym Ethel Shepherd das Editing ihrer Filme. 2010 wurde ihr Dokumentarfilm über Anselm Kiefer, Over Your Cities Grass will Grow, in Cannes innerhalb der Reihe „A Special Screen“ vorgestellt.

## Filmografie
- 1998: Lars from 1–10 (Kurzfilm)
- 2001: Because I Sing
- 2002: Hoover Street Revival
- 2005: Ramallah! Ramallah! Ramallah!
- 2006: The Pervert’s Guide to Cinema (Dokumentarfilm)
- 2007: Tanz und Ekstase: Alain Platels VSPRS (VSPRS Show and Tell)
- 2010: Over Your Cities Grass Will Grow (Dokumentarfilm)
- 2011: The Pervert’s Guide to Ideology (Dokumentarfilm)
- 2012: First Row Orchestra (Kurzfilm)
- 2012: Hopper Stories (Kurzfilm)
- 2017: Grace Jones: Bloodlight and Bami (Dokumentarfilm)
- 2018: Artificial Things (Dokumentarfilm)
- 2022: TS Eliot’s Four Quartets
- 2024: Acting